# Marion Barry
Marion Barry, född 6 mars 1936 i Itta Bena, Mississippi, död 23 november 2014 i Washington, D.C., var en amerikansk politiker (demokrat). Han var District of Columbias borgmästare 1979–1991 och 1995–1999.
Barry efterträdde 1979 Walter Washington som borgmästare och efterträddes 1991 av Sharon Pratt Kelly. Han tillträdde 1995 på nytt som borgmästare och efterträddes 1999 av Anthony A. Williams.
Barry är begravd på Congressional Cemetery i huvudstaden Washington.